# Patinação artística nos Jogos Olímpicos de Inverno de 1980 - Individual feminino
A competição individual feminina da patinação artística nos Jogos Olímpicos de Inverno de 1980 foi disputado entre 22 patinadoras.

## Medalhistas
| Ouro   | GDR Anett Pötzsch   |
| Prata  | USA Linda Fratianne |
| Bronze | FRG Dagmar Lurz     |

## Resultados
| #                 | Nome                      | País                   | CF | PC | PL | TFP    | FSFP |
| ----------------- | ------------------------- | ---------------------- | -- | -- | -- | ------ | ---- |
| Medalha de ouro   | Anett Pötzsch             | GDR Alemanha Oriental  | 1  | 4  | 3  | 189.00 | 11   |
| Medalha de prata  | Linda Fratianne           | USA Estados Unidos     | 3  | 1  | 2  | 188.30 | 16   |
| Medalha de bronze | Dagmar Lurz               | FRG Alemanha Ocidental | 2  | 5  | 6  | 183.04 | 28   |
| 4                 | Denise Biellmann          | SUI Suíça              | 12 | 1  | 1  | 180.06 | 43   |
| 5                 | Lisa-Marie Allen          | USA Estados Unidos     | 8  | 3  | 4  | 179.42 | 45   |
| 6                 | Emi Watanabe              | JPN Japão              | 4  | 8  | 5  | 179.04 | 48   |
| 7                 | Claudia Kristofics-Binder | AUT Áustria            | 5  | 7  | 9  | 176.88 | 60   |
| 8                 | Susanna Driano            | ITA Itália             | 6  | 14 | 10 | 172.82 | 77   |
| 9                 | Sandy Lenz                | USA Estados Unidos     | 11 | 6  | 7  | 172.74 | 82   |
| 10                | Kristiina Wegelius        | FIN Finlândia          | 7  | 11 | 12 | 172.04 | 87   |
| 11                | Sanda Dubravcic           | YUG Iugoslávia         | 13 | 10 | 8  | 170.30 | 100  |
| 12                | Karena Richardson         | GBR Grã-Bretanha       | 10 | 9  | 4  | 168.94 | 109  |
| 13                | Karin Riediger            | FRG Alemanha Ocidental | 15 | 13 | 11 | 166.32 | 120  |
| 14                | Danielle Rieder           | SUI Suíça              | 9  | 15 | 16 | 165.46 | 125  |
| 15                | Heather Kemkaran          | CAN Canadá             | 16 | 12 | 15 | 164.64 | 128  |
| 16                | Kira Ivanova              | URS União Soviética    | 18 | 16 | 13 | 161.54 | 144  |
| 17                | Susan Broman              | FIN Finlândia          | 14 | 17 | 17 | 157.54 | 152  |
| 18                | Christina Riegel          | FRG Alemanha Ocidental | 17 | 19 | 18 | 149.50 | 162  |
| 19                | Franca Bianconi           | ITA Itália             | 19 | 18 | 19 | 144.82 | 134  |
| 20                | Hae-Sook Shin             | KOR Coreia do Sul      | 20 | 22 | 22 | 128.18 | 134  |
| 21                | Gloria Mas-Gil            | ESP Espanha            | 21 | 20 | 21 | 126.56 | 190  |
| 22                | Zhenghua Bao              | CHN China              | 22 | 21 | 20 | 126.96 | 191  |

Legenda
| Recorde mundial      | Recorde mundial (World record)               |                       | Recorde africano                      | Recorde africano (African) |                                           | Q | Classificado por posição (Qualified) |
| Recorde olímpico     | Recorde olímpico (Olympic record)            | Recorde da América    | Recorde da América (Americas)         | q                          | Classificado por melhor tempo (Qualified) |   |                                      |
| Melhor marca do ano  | Melhor marca do ano (World leading)          | Recorde asiático      | Recorde asiático (Asian)              | DNS                        | Não largou (Did not start)                |   |                                      |
| Recorde nacional     | Recorde nacional (National record)           | Recorde europeu       | Recorde europeu (European)            | DNF                        | Não terminou (Did not finish)             |   |                                      |
| Recorde pessoal      | Recorde pessoal do atleta (Personal best)    | Recorde da Oceania    | Recorde da Oceania (Oceania)          | DSQ / DQ                   | Desclassificado (Disqualified)            |   |                                      |
| Recorde da temporada | Recorde da temporada do atleta (Season best) | Recorde sul-americano | Recorde sul-americano (South America) | NM                         | Sem marca (No mark)                       |   |                                      |